# Rhaphidostegium nanopyxis
Rhaphidostegium nanopyxis är en bladmossart som beskrevs av Jean Édouard Gabriel Narcisse Paris 1898. Rhaphidostegium nanopyxis ingår i släktet Rhaphidostegium och familjen Sematophyllaceae. Inga underarter finns listade i Catalogue of Life.